# Ypsolophinae
Sous-famille
Les Ypsolophinae sont une sous-famille d'insectes de l'ordre des lépidoptères (papillons).

## Liste des genres rencontrés en Europe
- Phrealcia Chrétien, 1900
- Ypsolopha Latreille, 1796